# Hamadryas guatemalena
Espèce
Hamadryas guatemalena est une espèce de lépidoptères (papillons) de la famille des Nymphalidae et de la sous-famille des Biblidinae et du genre Hamadryas.

## Dénomination
Hamadryas guatemalena a été décrit par Henry Walter Bates en 1864 sous le nom initial d' Ageronia guatemalena.
Synonyme : Peridroma guatemalena ; Godman & Salvin, [1883].

### Sous-espèces
- Hamadryas guatemalena guatemalena présent au Guatemala et au Mexique.
- Hamadryas guatemalena marmarice (Fruhstorfer, 1916); présent au Mexique et au Texas[1].

### Nom vernaculaire
Hamadryas guatemalena se nomme Guatemalan Calico ou Guatemalan Cracker en anglais,.

## Description
Hamadryas guatemalena est un papillon d'une envergure de 76 mm à 98 mm, au dessus marbré de marron, de gris et de nacré. Il présente une marque rouge en S au 1/3 interne du bord costal des ailes antérieures et une ligne submarginale d'ocelles, discrets aux ailes antérieures, marron, cernés d'argent et pupillés de nacré aux ailes postérieures.
Le revers est crème avec la même marque rouge en S au 1/3 interne du bord costal des ailes antérieures et à partir d'elle une couleur marron largement taché de crème. Les ailes postérieures sont crème avec une ligne submarginale de taches blanches cernées de marron et une marge marron tachée de blanc.

### Chenille
Les œufs sont blancs et donnent des chenilles qui deviennent noires tachées de jaune et développent de nombreuses épines.

## Biologie
Hamadryas guatemalena vole toute l'année en zone tropicale en plusieurs générations, mais uniquement en août dans le sud du Texas.

### Plantes hôtes
Les plantes hôtes de sa chenille sont des Dalechampia et des Tragia (Euphorbiaceae) .

## Écologie et distribution
Hamadryas guatemalena est présent au Guatemala, au Costa Rica, au Mexique et dans le sud du Texas,.

### Biotope
Hamadryas guatemalena réside dans les vallées, en forêt.

### Protection
Pas de statut de protection particulier.